# Joan III de Chalon
Joan de Chalon III d'Auxerre i Tonnerre, dit «el Cavaller Blanc» (1318 - 1379) fou un noble francès, comte de Tonnerre (des de 1360) i d'Auxerre (des de 1362). Era fill de Joan de Chalon, II d'Auxerre i Tonnerre (+1362) i d'Alix o Alícia de Mïmpelgard, senyora de Montfleur.
El 1334 es va casar amb Maria Crespin du Bec, d'una edat similar, i amb qui va tenir quatre fills. El 1360 el seu pare li va concedir el comtat de Tonnerre que entre 1335 i 1360 havia tingut Joana de Chalon-Tonnerre, germana de Joan II que s'havia quedat vídua i que havia mort aquell any sense fills. A la mort del pare el 1362 va rebre el comtat d'Auxerre i algunes senyories. El seu comportar va obligar a declarar-lo incapacitat el 1366 i els seus fills Joan de Chalon, IV d'Auxerre, i Lluis de Chalon, I de Tonnerre van agafar el govern dels comtats i senyories com a comtes de fet però formalment com a regents-administradors fins a la mort del pare. Joan III va morir boig el 1379.

## Matrimoni i fills
Es va casar el 1334 amb Maria Crespin du Bec i van tenir quatre fills:
- Joan de Chalon, IV d'Auxerre i Tonnerre, comte d'Auxerre i senyor de Rochefort
- Lluís de Chalon, I de Tonnerre dit "el Cavaller Verd", comte de Tonnerre
- Margarida de Chalon
- Mafalda de Chalon